# Geopelia placida
La tortolita plácida (Geopelia placida), también conocida como tortolita pacífica, es una especie de ave columbiforme de la familia Columbidae nativa de Australia y Nueva Guinea. Está cercanamente relacionado con la tortolita estriada (Geopelia striata) del Sudeste Asiático y a la tortolita de Timor (Geopelia maugeus) de Indonesia.

## Descripción

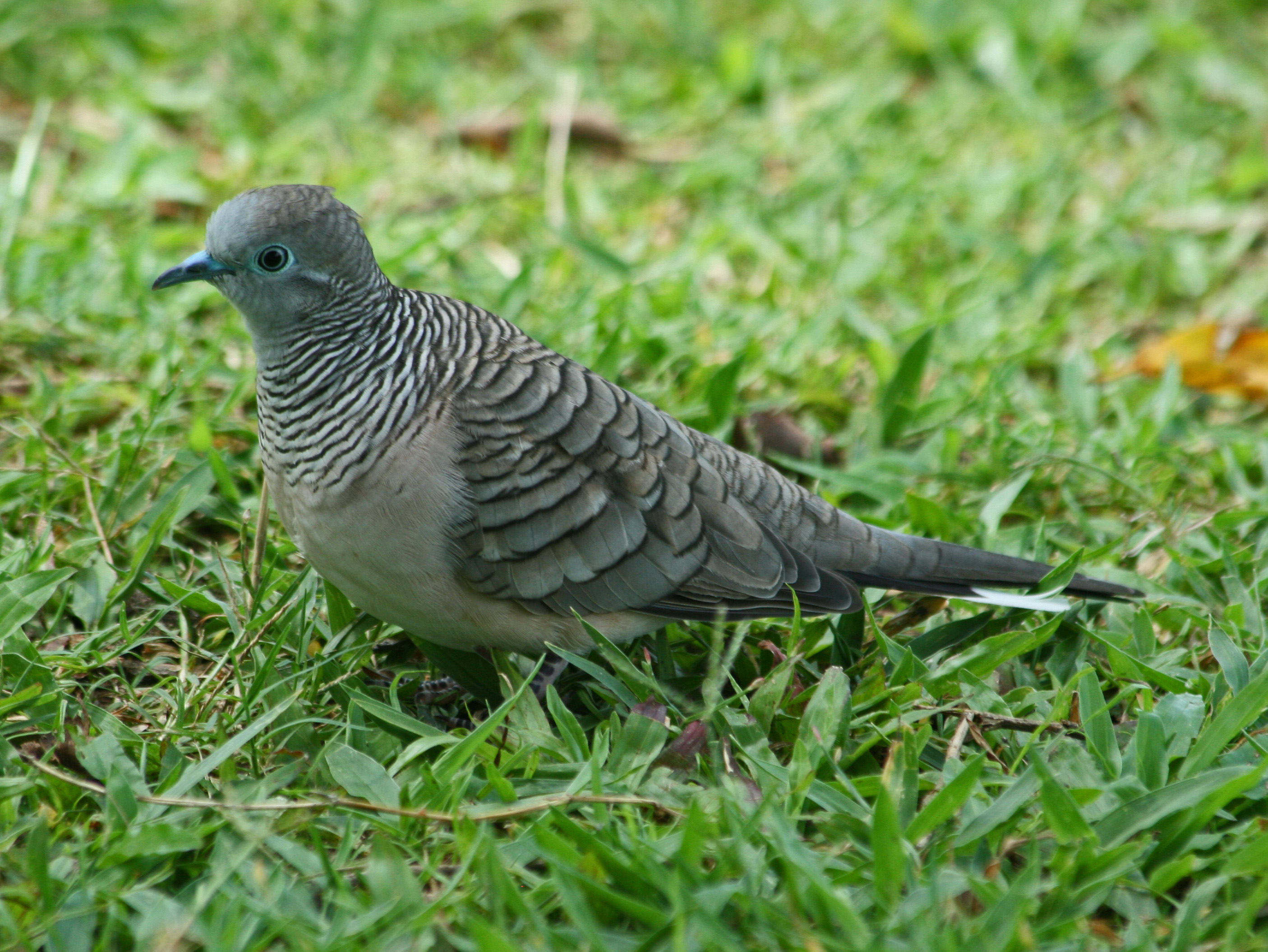
En Cairns (Australia).

La especie es una paloma relativamente pequeña y varía en 19 a 21 centímetros (7.6 a 8.4 pulgadas) de longitud. La tortolita plácida tiene un pecho gris rosáceo con alas gris-marrón cuadriculadas. Unas finas estrías negras aparecen alrededor del cuello y en la zona de la nuca y descienden por la parte posterior. El ojo es blanco grisáceo y un anillo de color azul grisásceo rodea el ojo y se va estrechando hasta unirse al pico. Los jóvenes son más pálidos y menos estriados. También tienen un anillo ocular más opaco. La nuca es similar a la de la tortolita humeral (Geopelia humeralis) en la que las plumas de la nuca son estriadas, pero se diferencia en que la tortolita humeral no tiene plumas estriadas en la garganta como en la paloma plácida. Por otra parte, las plumas de la nuca son de color gris-marrón en comparación con el color de cobre vívido observado en la tortolita humeral.
El llamado es un potente chirrido «doodle-doo», «co-co-coo» y «¡croorrr!».

## Comportamiento

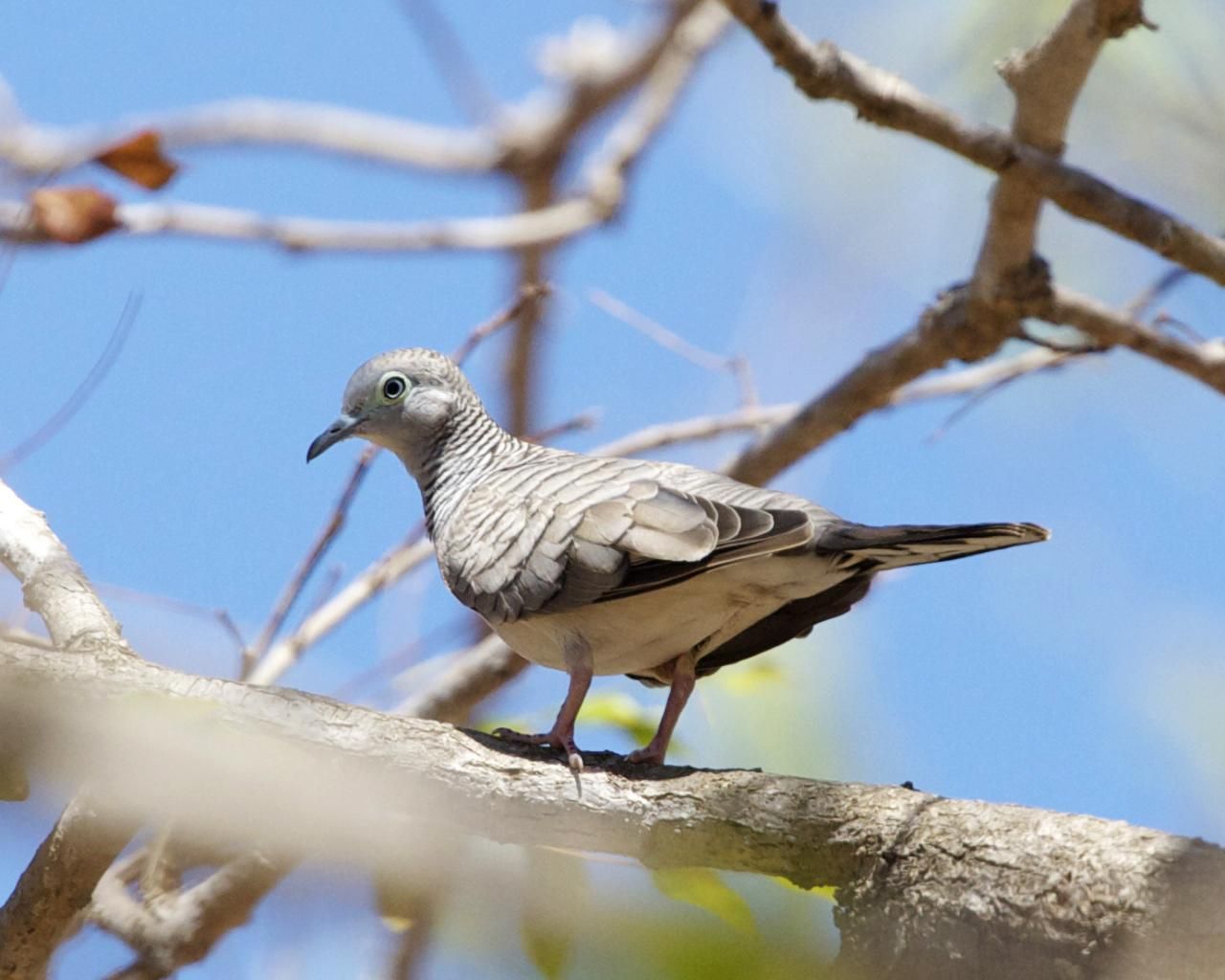
En Darwin, Territorio del Norte.

La especie se encuentra en parejas, grupos y bandadas. Se alimentan en el suelo y se encuentran comúnmente en las calles y jardines. También se encuentran en matorrales, bosques, corrientes de agua, terminales ferroviarias y en el borde de las selvas tropicales. Cuando no se encuentra alimentándose en el suelo, pueden encontrarse dormidos en los árboles.
Las palomas vuelan en un movimiento ondulante rápido. Las alas hacen un frrr ruidoso en pleno vuelo.

### Reproducción
La temporada de reproducción tiene lugar de octubre a enero en el sur de Australia y de marzo a junio en el norte de ese país. Construyen los nidos en las ramas horizontales de árboles. La hembra pone dos huevos blancos. Las tortolitas son muy agresivas contra otras aves durante la crianza.

## Distribución

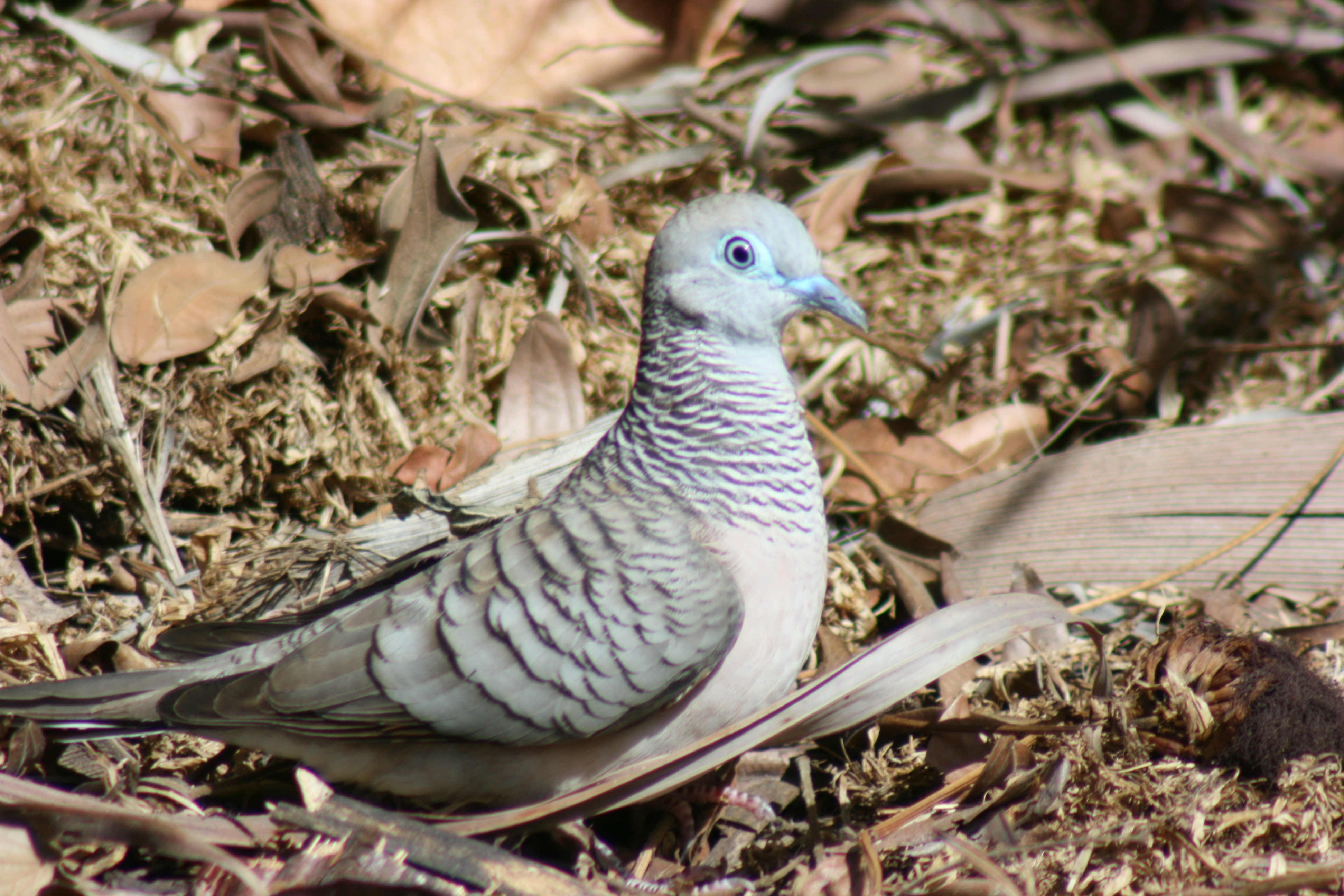
En Cairns (Australia).

Se pueden encontrar en toda Australia excepto en Tasmania, al sur de Victoria y el sudoeste de Australia (desde la región de Pilbara, Nullarbor en Australia Occidental, Australia Meridional). Por desgracia, la distribución de las tortolitas está reduciéndose debido a la competencia con la tórtola moteada (Spilopelia chinensis) introducida. En Nueva Guinea se encuentran principalmente en el sur de la isla, pero también aparecen en unos pocos sitios en el norte y en las islas Aru.